# Giovanni da Pian del Carpine
Giovanni da Pian del Carpine latinul Plano Carpini Johannes (Magione, 1182 – Bar, 1252. április 1.) ferences rendi szerzetes, tartományfőnök, pápai legátus, érsek. A ferences szerzetesrend egyik első buzgó terjesztője.

## Életútja

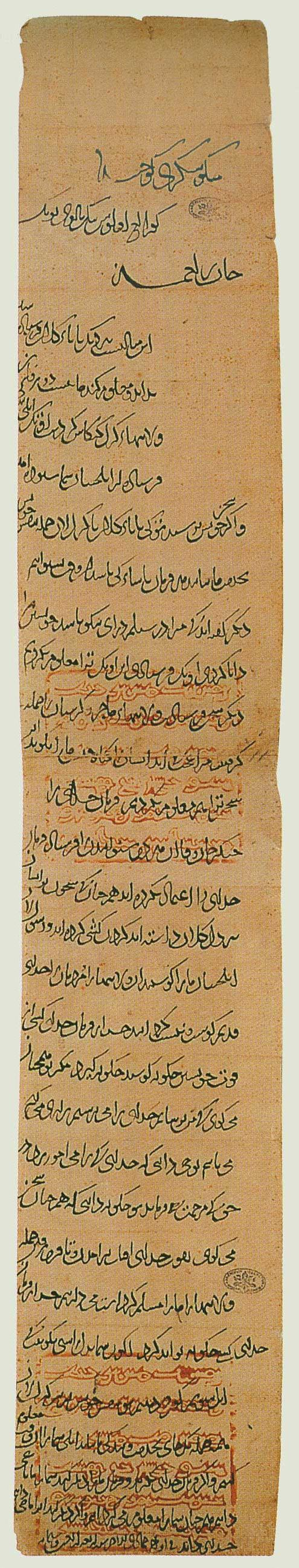
Güjük levele a pápához

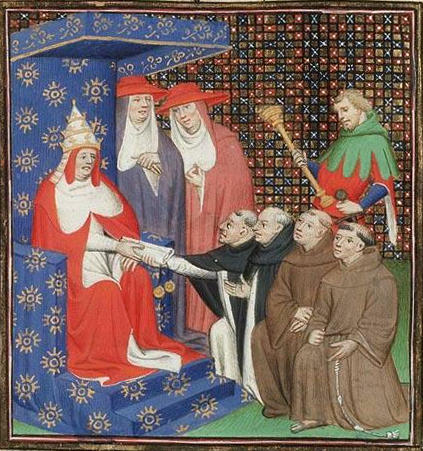
IV. Ince pápa megáldja a mongolokhoz küldött dominikánus és ferences misszionáriusokat

Giovanni da Pian del Carpine az itáliai Pian del Carpine községben (ma Magione) született, Perugia mellett 1182 körül. Assisi Szent Ferenc tanítványa, aki 1221-ben Németországba küldte, a ferences rend terjesztésére. Itt 1230-ban tartományfőnök (provinciális) lett. Utóbb Spanyolországban és Szászországban dolgozott.
IV. Ince pápa 1245-ben a lyoni zsinat előzményeként ferences és domonkos szerzetesek több küldöttségét indította útnak a mongol udvarba, ekkor küldte követségbe a „tatárok királyához” őt is. 1245. április 16-án indult el Lyonból Stephanus Bohemus baráttal, később Lengyelországban csatlakozott hozzájuk a lengyel nemzetiségű rendtársa, Benedictus Polonus (Benedykt Polak) barát (1200 körül - 1280 körül), aki tolmácsa volt az utazás során, amely a Kijevi Rusz mongolok által meghódított területén keresztül vezetett Ázsia belsejébe. Plano Carpini juttatta el a Cum non solum c. pápai bullát az Arany Horda vezetőjéhez, Batu kánhoz, aki a muhi csatában zsákmányolt királyi sátorban fogadta. Innen továbbutazott a Mongol Birodalom nagykánjához Karakorumba. 1247 őszén érkezett vissza Lyonba, a pápa udvarába Güjük nagykán válaszával. 1248-tól haláláig a dalmáciai Antivari érseke volt.
Egyetlen fennmaradt műve úti jelentése, mely a mongol birodalom belső viszonyairól írt részletes ismertetés. Éles szemű megfigyelő és kiváló rendszerező elme volt. Művében beszámolt a magyar hadjárat során elesett tatárok nagy számáról.

## Művei
- Az általunk tatároknak nevezett mongolok histórája (Historia Mongalorum quos nos Tartaros appellamus)
- Liber Tartarorum, edited under the title Relations des Mongols ou Tartares, by d'Avezac (Paris, 1838)

### Magyarul
- Dzsingizkán nyomában. Plano di Carpine János utinaplója; s.n., Bp., 1947 (Ferences világmissziók)
- Rubruk útleírása 1255-ből; ford. Gy. Ruitz Izabella; in: Napkelet felfedezése. Julianus, Plano Carpini és Rubruk útijelentései; vál., bev., jegyz. Györffy György, ford. Györffy György, Gy. Ruitz Izabella; Gondolat, Bp., 1965 (Művelődéstörténet / Nemzeti könyvtár)